# 비야리카 (칠레)
비야리카(스페인어: Villarrica)는 칠레 아라우카니아 주 카우틴 현에 위치한 도시로 면적은 1,291.1km2, 높이는 227m, 인구는 49,184명(2012년 기준)이다. 수도 산티아고에서 남쪽으로 746km 정도 떨어진 곳에 위치하며 도시 인근에는 비야리카 산이 있다.